# Murányi Levente
Murányi Levente (Budapest, 1939. december 13. –) 56-os elítélt, politikus, országgyűlési képviselő, a Jobbik Magyarországért Mozgalom korábbi politikusa.

## Életrajza
Édesapja, Murányi Lajos a Magyar Királyi Honvédség élelmezését végző Csepeli Nemzeti Szabad Kikötő és a Concordia malom alkotta részvénytársaság gazdasági ügyeit irányította. Édesanyja Darnay Mária volt, háztartásbeli.
1944. március 19-e után szüleit a német megszállók kitelepítették rózsadombi lakásukról, mivel a német diplomáciai negyedet az ő lakhelyükre is kiterjesztették. 1946-ban az elemi iskolát a második kerületi Baár–Madas Református Gimnáziumban kezdte. Az általános iskolát követően a II. Rákóczi Ferenc Gimnáziumban folytatta tanulmányait.
Tevékenyen részt vett az 1956-os forradalomban. 1957 februárjában a MUK („Márciusban újrakezdjük”) mozgalom szervezése közben több társával együtt elfogták. Katonai bíróság ítélkezett felettük, három társát kivégezték, őt magát fiatalkorúként 3 és fél évi letöltendő börtönbüntetésre ítélték. 1959. április 24-én 2 év és 2 hónap letöltése után amnesztiával szabadult. Tanárai segítségével pótolhatta osztályvizsgáit és leérettségizhetett. Több felvételi kísérlet után 1965-ben bejutott a Kandó Kálmán Villamosipari Műszaki Főiskola Erősáramú Karára, ahol 1969-ben üzemmérnöki oklevelet szerzett. Különböző vállalatoknál más-más beosztásokban dolgozott. 1981. október 1-jén kisiparos lett, a gépkocsijavító iparban dolgozott egészen 2003. december 31-ei nyugdíjba vonulásáig.

### Politikai pályafutása
1992-ben tagja lett az MDF XII. kerületi szervezetének. 2004 végén Dávid Ibolyát feljelentette az MDF Etikai Bizottságánál, mivel megítélése szerint a pártelnök az Országos- és a Budapesti Választmány kötelező érvényű döntésével ellentétes intézkedést hozott. 2005 márciusában kilépett az MDF-ből, Lezsák Sándor rosszallása ellenére. 2005. június 5-én belépett a Jobbik Magyarországért Mozgalom tagjainak sorába. A 2006-os országgyűlési választáson a MIÉP és a Jobbik alkotta választási pártnak, a „Harmadik Útnak” képviselő-jelöltje volt a Pest megyei 10. számú egyéni választókörzetben. Az országos átlag feletti, 2,48%-os eredményt ért el. 2006. június 7-én Solymáron megalakította a Jobbik helyi szervezetét, jelenleg a jászárokszállási szervezetben tag. 2007 tavaszán Vona Gábor meghívására alapító tagként belépett a Magyar Gárda Egyesületbe. 2008 júniusában a Jobbik alelnökévé választották. A 2010-es országgyűlési választásokon Jász-Nagykun-Szolnok megye 1. számú választókerületében, illetve pártja megyei listáján indult. Választókerületében 14,9 százalékos támogatottsággal három jelölt közül a harmadik helyen végzett. Mandátumot végül a listáról szerzett. 2014-ben önkormányzati képviselői mandátumot is szerzett Solymáron, a Jobbik kompenzációs listájáról, ám néhány hónap után lemondott e tisztségéről.
2022 júliusában Murányi kilépett a Jobbikból.